# Fernand Carez
Fernand Carez (Belgium, Brüsszel, 1905. október 28. – ?) belga jégkorongozó, olimpikon.
Részt vett az 1936. évi téli olimpiai játékokon a jégkorongtornán. A belga csapat a C csoportba került. Ő csak az első mérkőzésen játszott, amin 11–2-re kikaptak a magyar válogatottól. Nem ütött gólt.
A brüsszeli CSHB klubcsapat tagja volt.